# Senada
Senada (bośn. Epizoda u životu berača željeza, dosł. tłum. Epizod z życia zbieracza złomu) – film dramatyczny z 2013 roku, w reżyserii Danisa Tanovicia, zrealizowany w Bośni w koprodukcji z Francją, Włochami i Słowenią.

## Opis fabuły
Senada, tytułowa bohaterka jest Romką i życiową partnerką Nazifa, zbieracza złomu. Wraz z dwiema córkami - Sandrą i Semsą mieszkają w małym domu w jednej ze wsi bośniackich. Rodzina Senady nie ma środków na opłacenie rachunków i utrzymanie mieszkania. Ciężarną żonę, która cierpi na bóle brzucha Nazif zawozi do szpitala. Okazuje się, że dziecko, które nosi w sobie nie żyje i konieczna jest operacja. Szpital odmawia jej wykonania. Wobec zaległości w opłatach dom Senady i Nazifa zostaje pozbawiony prądu. Zdesperowany Nazif próbuje zarobić na operację Senady zbieraniem złomu.
Film nawiązuje do autentycznych wydarzeń. Główne role zagrali aktorzy nieprofesjonalni. Film zrealizowano w Lukavacu.

## Obsada
- Nazif Mujić jako Nazif
- Senada Alimanović jako Senada
- Semsa Mujić jako Semsa
- Sandra Mujić jako Sandra

## Nagrody i wyróżnienia
Film otrzymał dwie statuetki Srebrnego Niedźwiedzia na 63. MFF w Berlinie (Grand Prix Jury i dla najlepszego aktora), a także Wyróżnienie Specjalne Jury Ekumenicznego. W 2013 został wyróżniony Festiwalu Filmowym w Stambule. Film został także zgłoszony jako oficjalny kandydat Bośni i Hercegowiny do nagrody Amerykańskiej Akademii Filmowej w kategorii filmu nieanglojęzycznego.

## Film w Polsce
Polska premiera filmu miała miejsce na festiwalu Nowe Horyzonty we Wrocławiu.